# Astragalus punae
Astragalus punae är en ärtväxtart som beskrevs av Ivan Murray Johnston. Astragalus punae ingår i släktet vedlar, och familjen ärtväxter. Inga underarter finns listade i Catalogue of Life.